# 碧雲荘 (杉並区)

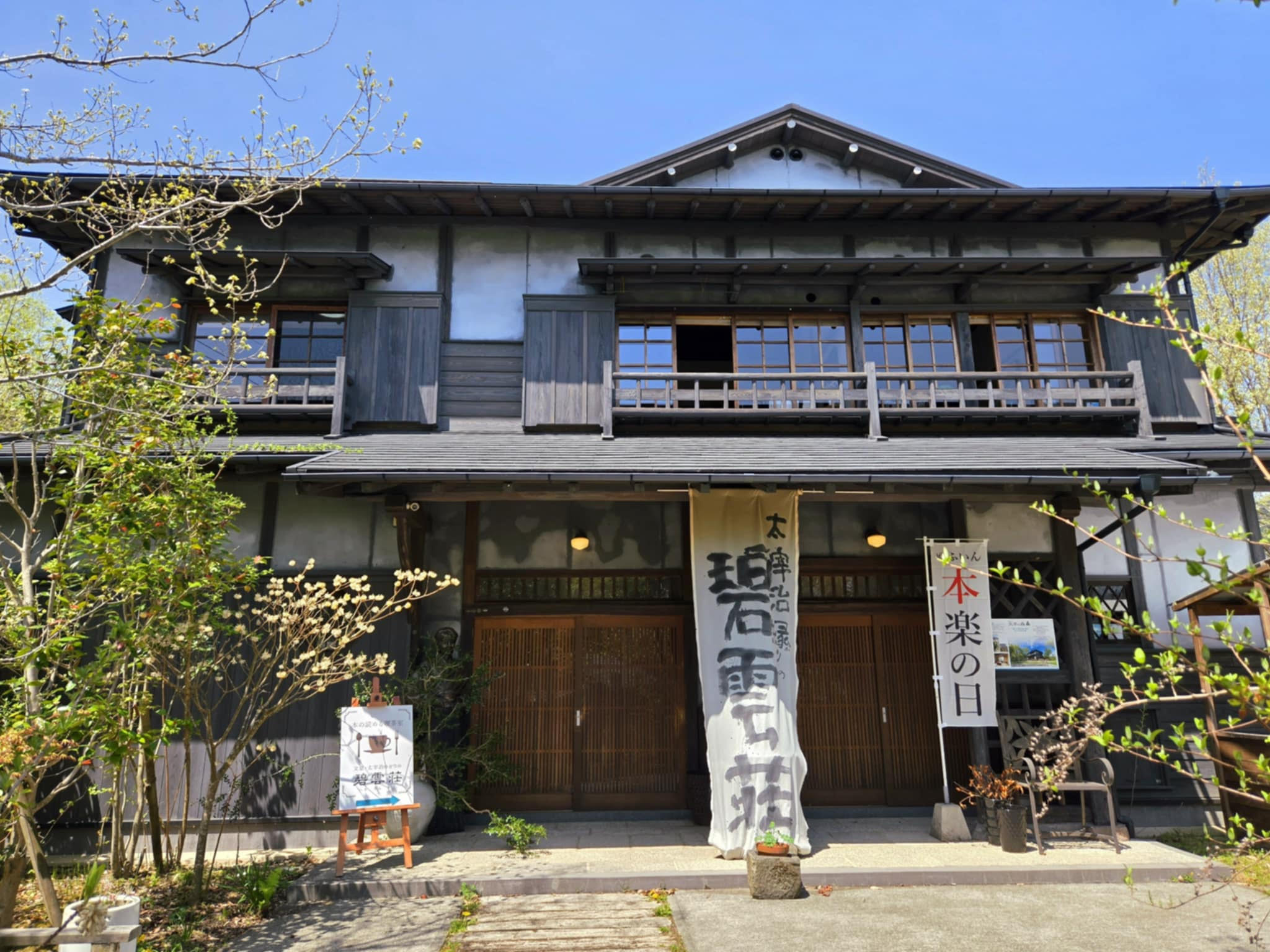
大分県由布市湯布院町に移築された碧雲荘

碧雲荘（へきうんそう）は、太宰治の短編小説『富嶽百景』に登場する、東京都杉並区天沼に実在したアパート。

## 歴史
昭和初期の築造で、1階は民家、2階はアパートとして使われた。1936年11月から翌年の1937年6月まで太宰治は最初の妻とともに2階の8畳間に居住した。
太宰の短編『HUMAN LOST』（人間失格）はここで執筆されたほか、太宰の短編『富嶽百景』には「天沼のアパート」として登場し、2階から眺めた富士山の描写がある。
2015年春に杉並区が高齢者福祉施設整備のために敷地を取得。所有者との間で建物の撤去について合意されていたが、「荻窪の歴史文化を育てる会」による保存活動が行われた。その結果、建物は大分県由布市湯布院町に移築されて交流施設として利用されることとなった。現在は「ゆふいん文学の森」として公開されている。